# جفری یانگ
جفری یانگ (انگلیسی: Jeffrey Young؛ زادهٔ ۹ مارس ۱۹۵۰) روان‌شناس، روان درمانگر، و استاد دانشگاه اهل ایالات متحده آمریکا است. جفری یانگ فردی است که طرحواره درمانی را بنیان گذاری کرده و توسعه داده است. وی مولف چندین کتاب مهم در زمینه نظریه شناختی رفتاری و طرحواره درمانی است. از جمله کتاب های مشهور او "طرحواره های درمانی" و "زندگی خود را دوباره بیافرینید" هست که به فارسی نیز ترجمه شده اند.